# Argentavis magnificens
O Argentavis magnificens foi uma ave de rapina extinta da família Teratornithidae que viveu na América do Sul no Mioceno.
Considerada a maior ave que já voou, tinha grande dificuldade de alçar vôo devido sua musculatura incompatível com seu tamanho e provavelmente decolava correndo em declive. Com grande desempenho de planeio, ela aproveitava termais e ventos ascendentes comuns nos Andes para se manter no ar.  Estima-se que dessa maneira a espécie podia percorrer até 300 km por dia.

## Características
- Comprimento: 3,5 metros.
- Envergadura: 5,8 a 7 metros.
- Altura: 1,7 a 2 metros.
- Massa: 60 a 110 quilos.
- Hábitat: pampas da América do Sul.
- Dieta: necrófago, podendo caçar alguns animais.

## Voo
De acordo com um estudo desenvolvido por cientistas da Universidade Tecnológica do Texas, com auxílio de programas de computador utilizados para análises da aerodinâmica em aeronaves, a maior ave alada que já existiu não voava, mas sim planava. A estratégia utilizada foi desvendada a partir da análise de dados sobre a força dos ossos e dos músculos da ave nos programas de computador, que chegou a conclusão que devido ao tamanho do grande animal, a espécie não teria forças para voar com as próprias asas e, por isso, planava assim como fazem os atuais condores. Segundo os cientistas, ela provavelmente dependia de correntes de ar quente para se manter nos ares, e usava penhascos e montanhas para decolar.